# Misfits (TV-serie)
Misfits är en engelsk science fiction-drama TV-serie som började sändas den 12 november 2009 på E4, i England och senare i Irland. 
I april 2013 meddelades det att den femte säsongen kommer att bli den sista.

## Handling
En grupp ungdomar gör samhällstjänst när en storm plötsligt blåser upp och de träffas av en blixt som gör att de får övernaturliga krafter.

## Rollista

### Nuvarande
| Karla Crome      | – Jess (säsong 4–5)      |
| Joseph Gilgun    | – Rudy Wade (säsong 3–5) |
| Nathan McMullen  | – Finn (säsong 4–5)      |
| Natasha O'Keeffe | – Abbey (säsong 4–5)     |
| Matt Stokoe      | – Alex (säsong 4–5)      |

### Tidigare
| Robert Sheehan        | – Nathan Young (säsong 1–2)   |
| Iwan Rheon            | – Simon Bellamy (säsong 1–3)  |
| Lauren Socha          | – Kelly Bailey (säsong 1–3)   |
| Antonia Thomas        | – Alisha Bailey (säsong 1–3)  |
| Nathan Stewart-Jarett | – Curtis Donovan (säsong 1–4) |

## Priser
Serien vann 2010 en BAFTA Award för bästa dramaserie och Lauren Socha vann samma år för "Bästa kvinnliga biroll" för sin roll som Kelly.